# Альфан, Эстель
Эсте́ль Альфа́н (фр. Estelle Alphand; 23 апреля 1995, Бриансон) — французская и шведская горнолыжница, призёр чемпионатов мира 2021 и 2025 годов в командном первенстве, чемпионка юношеских Олимпийских игр, участница Олимпийских игр.

## Карьера

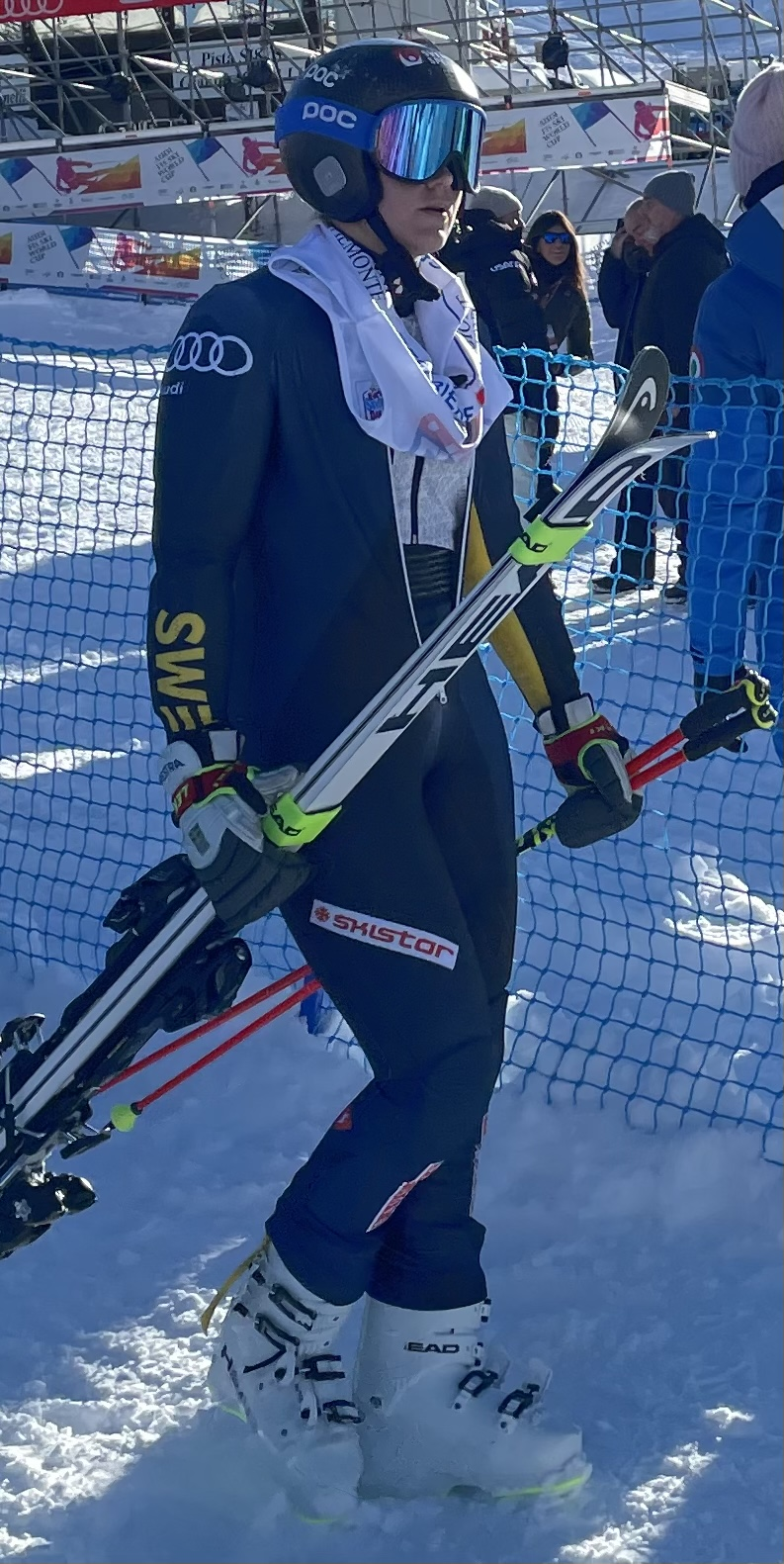
Декабрь 2022 года

Эстель родилась в 1995 году в семье известного французского горнолыжника и автогонщика, обладателя Кубка мира Люка Альфана и шведки Анны-Марии.
В 2012 году на первых в истории юношеских Олимпийских играх в австрийском Инсбруке Эстель выступала под французским флагом и стала одной из главных героинь турнира. В пяти видах программы она завоевала четыре медали  и лишь в слаломе она была шестой. Она выиграла соревнования в супергиганте, была второй в гигантском слаломе и комбинации, а в составе французской сборной завоевала «бронзу».
В Кубке мира Альфан дебютировала 9 марта 2013 года на этапе в немецком Офтершванге, но до финиша гигантского слаломе не добралась, сойдя уже в первой попытке. Первые очки набрала спустя два с половиной года, став 21-й на этапе в американском Аспене.
В 2017 году по настоянию отца сменила спортивное гражданство и стала выступать за шведскую сборную. В новой команде Эстель стала стабильно выступать на этапах Кубка мира, до начала Олимпиады четырежды попадала в десятку сильнейших на этапах Кубка мира, а в слаломе в Линце замкнула пятёрку лучших.
На Играх в Корее стартовала в технических дисциплинах. В гигантском слаломе стала 16-й, показав при этом лучшее время во второй попытке (после 26-го результата в первой попытке), а в слаломе показала 16-й результат в первой попытке, но не смогла закончить вторую попытку.
В последующие сезоны прогресса у Альфан не получилось, она лишь раз сумела попасть в десятку лучших на этапе Кубка мира в декабре 2019 года в параллельном слаломе. На чемпионате мира 2021 года в Кортине-д’Ампеццо, который стал дебютным для Альфан, завоевала серебро в составе сборной Швеции в командных соревнованиях.
В 2025 году на чемпионате мира в Зальбахе в смешанных командных соревнованиях в параллельной дисциплине завоевала бронзовую медаль, в полуфинале уступив итальянцам, а в поединке за третье место одолев американцев.